# La prossima volta (64 Bars)
La prossima volta (64 Bars) è un singolo del rapper italiano Gemitaiz, pubblicato il 6 maggio 2021.

## Descrizione
La traccia anticipa Red Bull 64 Bars, the Album, il progetto del format Red Bull 64 Bars presentato da Island Records per Red Bull.

## Tracce
Testi e musiche di Gemitaiz e Carl Brave.
1. La prossima volta (64 Bars) – 2:29

## Classifiche
| Classifica (2021) | Posizione massima |
| ----------------- | ----------------- |
| Italia            | 82                |